# Carl Nacken
Carl Nacken (* 10. Februar 1894 in Langensalza; † 6. Juni 1962 in Münster) war ein deutscher Lehrer und Landrat sowie Direktor der Landesversicherungsanstalt Westfalen.

## Leben
Carl Nacken besuchte die Mittelschule in Langensalza (1900–1908) und das Städt. Präparandenanstalt in Sömmerda (1908–1914). Nach Ausbildung am Preußischen Lehrerseminar in Mühlhausen bestand er 1914 das Lehrerexamen und war vom 10. November 1914 bis 22. November 1914 als Lehrer in Gerterode tätig. Am 23. November 1914 wurde er zum Kriegsdienst verpflichtet und kehrte erst im Januar 1919 nach Hause zurück.
Ab Februar 1919 bis zu seinem Staatsexamen 1922 war er Lehrer in seiner Heimatstadt Langensalza. Vom April 1922 bis April 1930 war er Lehrer in Dortmund, danach bis September 1933 Rektor an der (Freien) Union-Schule und dann an der Diesterweg-Schule in Dortmund-Brackel.
Carl Nacken verfügte, dass Angehörige der Abschlussklasse I a uniformierte blaue Kittel mit Gürtel nach “Falken”-Art trugen, die auf Initiative von Nacken gespendet wurden. Viele Schüler gehörten noch den sozialdemokratischen “Nestfalken” oder den “Kinderfreunden” (10–14 Jahre) an. Nacken versuchte diese Tradition noch bis 1944 zusammen mit Franz Klupsch und über Kontakte zu den Berliner Sozialdemokraten um Wilhelm Leuschner und Julius Leber weiterzuerhalten. Kurz vor der nationalsozialistischen Gleichschaltung 1933 wurde Nacken mit ca. 50 “Marxisten und Juden” nachts von SA und SS schwer misshandelt.
Vom 15. November 1933 bis 28. Februar 1943 war Carl Nacken Bezirksdirektor der Allianz Lebensversicherung. Vom 25. August bis Februar 1940 wurde er zum Militärdienst verpflichtet. Nach einer Tätigkeit in der Beamtenbank war er von 1. März 1943 bis 25. Juni 1945 Direktor bei der Viktoria Lebensversicherung.
Direkt nach Kriegsende war Carl Nacken vom 26. Juni 1945 bis 26. Februar 1946 Landrat des Kreises Wittgenstein, anschließend bis zu einem Zerwürfnis mit der britischen Militärbehörde zum 5. April 1946 Oberkreisdirektor in Wittgenstein.
Vom 8. April 1947 bis zum 29. Februar 1948 war er Leitender Angestellter der LVA Westfalen. Am 1. März 1948 wurde er zum Landesrat ernannt mit der Aufgabe des Wiederaufbaus der Landesversicherungsanstalt. AB 1950 war er Finanzdezernent der LVA mit Zuständigkeit für die Förderung des sozialen Wohnungsbaus und des Wiederaufbaus, Aufbau von LVA-eigenen Heilstätten wie des Westfalenheims in Bad Ems und der Kurklinik Bad Salzuflen. Vom 1. Dezember 1954 bis zu seiner Pensionierung am 28. Februar 1959 war Carl Nacken Direktor der Landesversicherungsanstalt Westfalen.
Carl Nacken war evangelisch und verheiratet. Aus der Ehe stammten zwei Söhne.

### Politik
Carl Nacken war Mitglied der SPD. Seit 9. November 1952 war er Mitglied im Stadtrat von Münster und Mitglied in dreizehn Ausschüssen, darunter: Finanzausschuss (Vorsitz), Vergabeausschuss (Vorsitz), Kulturausschuss (stv. Vorsitz), Verteilerausschuss (stv. Vorsitz), Hauptausschuss. Er war von 1960 bis 1962 Mitglied der Landschaftsversammlung für die Stadt Münster (SPD).
Er war Leiter des Finanzausschusses im Verband Deutscher Rentenversicherungsträger in Frankfurt/Main sowie Aufsichtsratsmitglied der Westfälisch-Lippischen Heimstätte und der Wohnungsgesellschaft “Neue Heimat”.

## Ehrungen
- Großes Bundesverdienstkreuz des Verdienstordens der Bundesrepublik Deutschland (1961)[1]